# NGC 4791
NGC 4791 este o liner situată în constelația Fecioara. A fost descoperită în 25 martie 1865 de către Albert Marth. Se află la o distanță de 37,9 de megaparseci de Pământ.